# Marie Friederike Charlotte von Württemberg

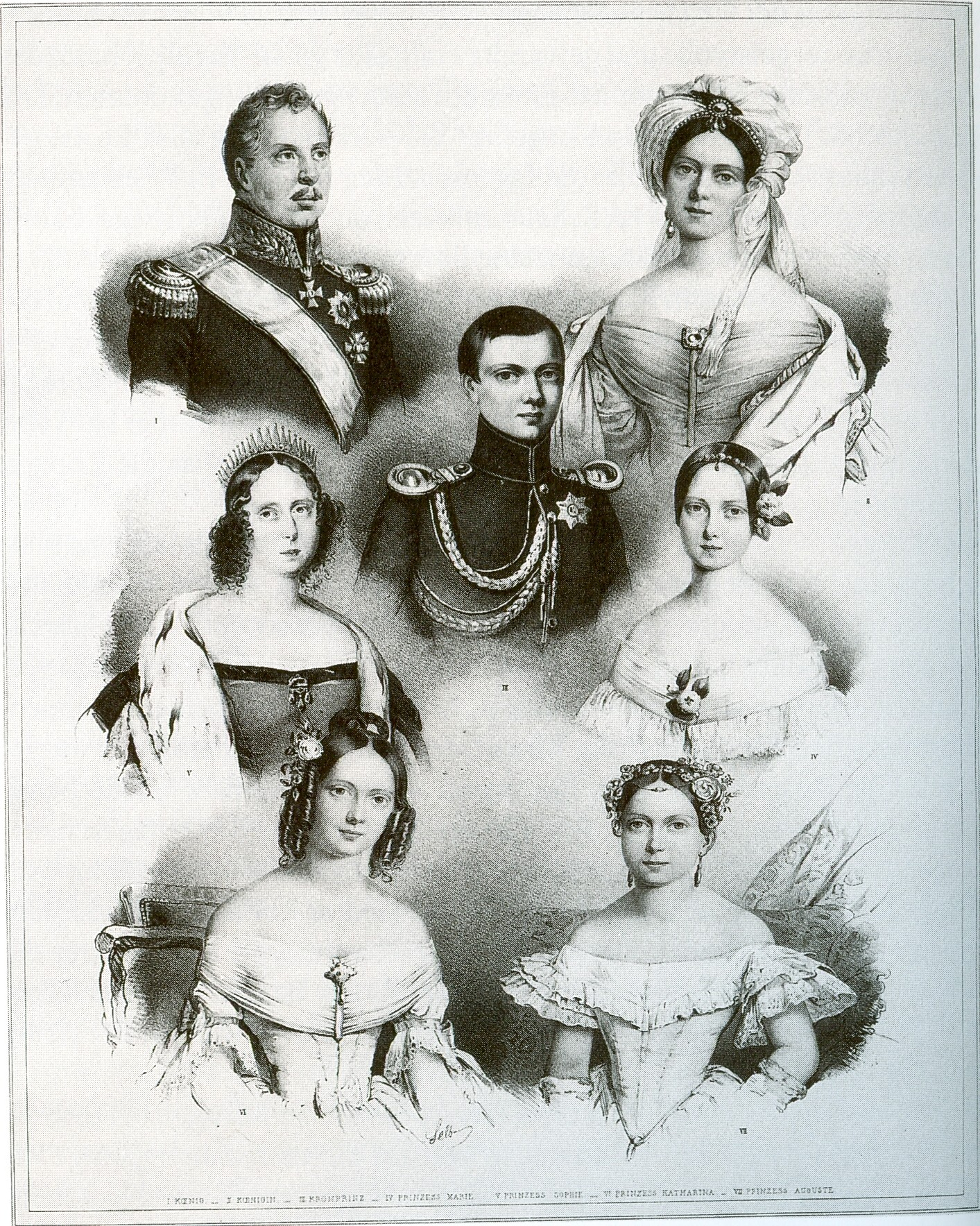
Familie Wilhelm I. (Württemberg)
(Marie rechts mittig)

Prinzessin Marie Friederike Charlotte von Württemberg (* 30. Oktober 1816 in Stuttgart; † 4. Januar 1887 ebenda), spätere Gräfin von Neipperg war die erste Tochter des Württembergischen Königs Wilhelm I. mit Königin Katharina Pawlowna.

## Hochzeit
Graf Alfred Franz Camill Karl August von Neipperg heiratete nach dem Tod seiner ersten Frau 1837, der Gräfin Josefina Grisoni, am 19. März 1840 Prinzessin Marie von Württemberg, die Tochter des Königs Wilhelm I., woraufhin er zum württembergischen Militär übertrat und dort Generalmajor wurde.

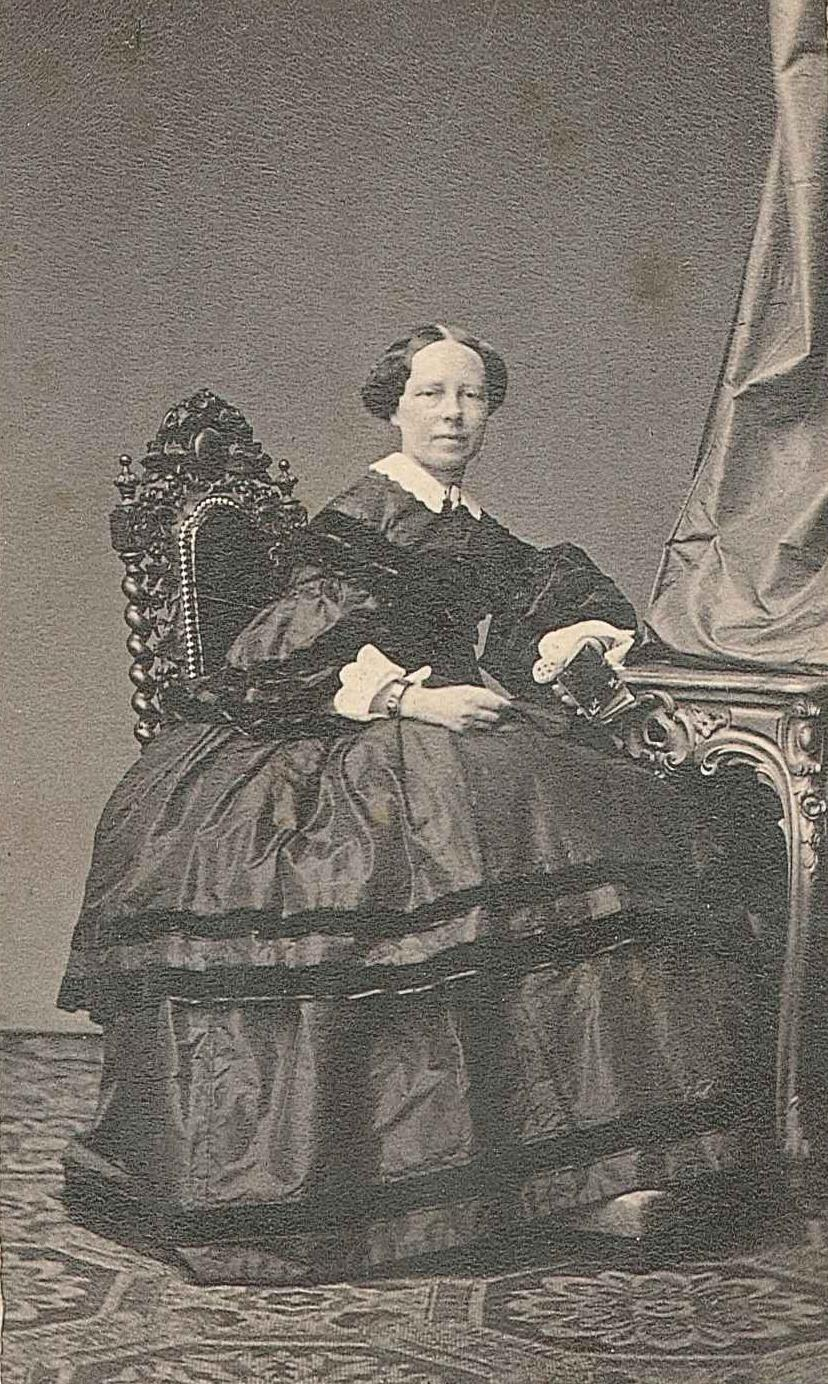
Marie Gräfin Neipperg 1875

## Marienpflege Ellwangen
Am 20. Dezember 1830 hatte „Seine Majestät der König die Gnade, daß der Anstalt der Name Höchstdero ältesten Prinzessin Königliche Hoheit beigelegt und somit ‚Marien-Pflege' Ellwangen genannt werden darf“.
Prinzessin Marie war zu dieser Zeit 14 Jahre alt. Sie hat sich zeitlebens, besonders in der zweiten Lebenshälfte, als hohe Gönnerin der Ellwanger Marienpflege erwiesen. Ihr Vermächtnis in Höhe von 40.000 Mark bildete den Grundstock für das 1907/1908 errichtete Hauptgebäude.

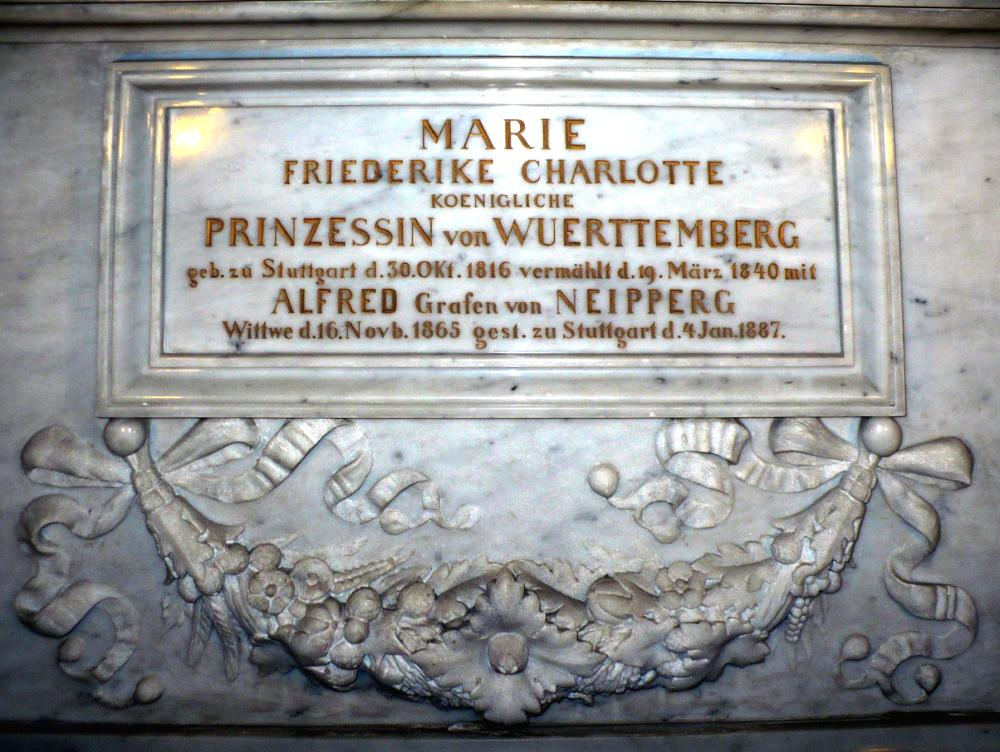
Sarg in der Grabkapelle auf dem Württemberg

## Beisetzung
Prinzessin Marie von Württemberg wurde am 8. Januar 1887 in einem Marmorsarg in der Grabkapelle auf dem Württemberg neben ihren Eltern beigesetzt.